# Amin Ahmed Adel Youssef
Pour les articles homonymes, voir Youssef.
Amin Ahmed Adel Youssef (en arabe : امين احمد عادل يوسف), né le 14 août 1947, est un nageur égyptien.

## Carrière
Ali Kenawi dispute les Jeux olympiques d'été de 1972 à Munich, sans atteindre de finale que ce soit sur 100 mètres dos ou sur 200 mètres quatre nages.
Il remporte deux médailles d'or sur 100 et 200 mètres dos, une médaille d'argent sur 100 mètres papillon et trois médailles de bronze, sur 200 et 400 mètres nage libre et sur 200 mètres quatre nages, aux Jeux africains de 1973 à Lagos.
Il dispute les Championnats d'Afrique de natation 1974 à Tunis ; il est médaillé d'argent des 100 et 200 mètres dos ainsi que du 100 mètres papillon.